# Charaxes homonymus
Charaxes homonymus är en fjärilsart som beskrevs av Felix Bryk 1939. Charaxes homonymus ingår i släktet Charaxes och familjen praktfjärilar. Inga underarter finns listade i Catalogue of Life.